# Club Sport Colombia
O Club Sport Colombia é um clube de futebol paraguaio da cidade de Fernando de la Mora. Foi fundado em 1 de novembro de 1924. Manda seus jogos no estádio Alfonso Colmán com capacidade para 7.000 lugares.

## História
Em 1 de novembro de 1924 o clube foi fundado por jovens que decidiram criar um clube de futebol, colocando o nome do time de "Sport Colombia".
O nome escolhido para o clube foi "Colombia" devido ao apoio do povo e governo colombianos na Guerra do Paraguai contra Argentina, Brasil e Uruguai, donde um heróico povo guarani suportou essa sangrenta guerra.
O Sport Colombia ficou por muitos anos em divisões amadoaras no futebol paraguaio, demorando muito tempo para chegar à Primeira Divisão do Campeonato Paraguaio. Somente nos Anos 40 a equipe conseguiu alcançar o seu objetivo. Não só subiu a Primeira Divisão, como também melhorou a sua estrutura com presidentes, diretores e futebolistas renomados.
Depois de cinco temporadas na Segunda Divisão conseguiu subir em 2009 após ficar com o vice-campeonato do torneio.
Atualmente está na terceira divisão.

### Compra pelos irmãos Romero
Em 2025, os irmãos gêmeos futebolistas paraguaios Ángel e Óscar Romero compraram o clube.

## Títulos
- Campeonato Paraguaio - 2ª Divisão: 6 vezes — 1940, 1944, 1945, 1950, 1985 e 1992.
- Campeonato Paraguaio - 3ª divisão: 3 vezes — 1944, 1969, e 2007.